# Francisco Alberola Canterac
Francisco Alberola Canterac (Madrid, 29 de març de 1863 - Alacant, 29 de març de 1917) fou un empresari madrileny establert a Alacant, pare de Francisco Alberola Such i de Rafael Alberola Herrera.
Era propietari d'una finca entre Alacant i Santa Faç anomenada Clavería. Establert definitivament a Alacant, va fundar amb altres propietaris rurals la Societat Canal de l'Horta d'Alacant, presidida per José Pascual del Pobil y Martos, baró del Finestrat, i de la qual fou nomenat vicepresident. La finalitat de l'entitat era canalitzar les aigües de les hortes d'Alacant, El Palamó, Mutxamel, Sant Joan d'Alacant i el Campello. També era propietari de La Electra Alicantina, conseller del Banc d'Espanya i president del Reial Club de Regates d'Alacant.
Va estar casat dos cops, una amb Rosa Such, amb la que va tenir dos fills, i en enviudar amb Mercedes Herrera Teutor, amb qui va tenir dos fills més. Té un carrer dedicat a Santa Faç.